# Волта Мантована
Во̀лта Мантова̀на (на италиански: Volta Mantovana, на местен диалект: la Olta, ла Олта) е градче и община в Северна Италия, провинция Мантуа, регион Ломбардия. Разположено е на 91 m надморска височина. Населението на общината е 7413 души (към 2014 г.).